# Astragalus bosbutooensis
Astragalus bosbutooensis là một loài thực vật có hoa trong họ Đậu. Loài này được Nikitina & Sudn. miêu tả khoa học đầu tiên.